# Nagod
Nagod is een nagar panchayat (plaats) in het district Satna van de Indiase staat Madhya Pradesh. 

## Demografie
Volgens de Indiase volkstelling van 2001 wonen er 19.474 mensen in Nagod, waarvan 53% mannelijk en 47% vrouwelijk is. De plaats heeft een alfabetiseringsgraad van 68%. 